# Orden für Militärverdienste (Frankreich)

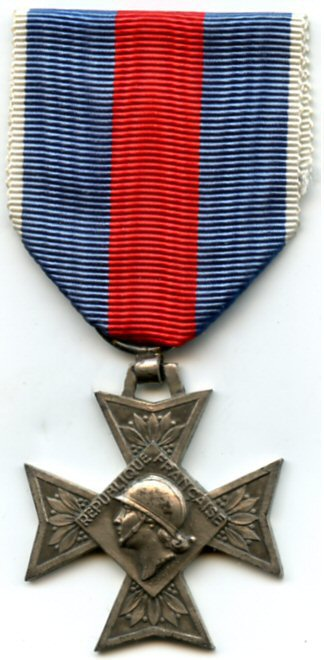
Ritter

Der Orden für Militärverdienste (fr. Ordre du Mérite militaire) ist ein ehemaliger französischer Verdienstorden, der 1957 geschaffen und bis zur Stiftung des Nationalverdienstordens (fr. Ordre national du Mérite) 1963 verliehen wurde.   

## Geschichte
Der Orden für Militärverdienste wurde per Dekret am 22. März 1957 durch  Staatspräsident René Coty gestiftet und sollte in Friedenszeiten als Auszeichnung für Reservisten der französischen Streitkräfte dienen. Die Verleihung der Auszeichnung erfolgte auf Vorschlag des Verteidigungsministers. Die Verleihung des Ordens für Militärverdienste wurde 1963 im Zuge der Reorganisation des französischen Ordenswesens und der Stiftung des Nationalverdienstordens eingestellt.

## Klassen
Der Orden besteht aus drei Klassen
- Kommandeur
- Offizier
- Ritter

## Ordensdekoration
Das Ordenszeichen ist ein blau emailliertes Spitzkreuz, auf dem ein auf der Spitze stehendes Quadrat aufliegt. Darin ist der nach rechts gewendete Kopf der Marianne mit Helm zu sehen. An den beiden oberen Geraden die Inschrift REPUBLIQUE FRANCAISE (Republik Frankreich). Rückseitig die zweizeilige Inschrift MERITE MILITAIRE (Militärverdienst). Offiziers- und Ritterkreuz sind ohne Emaille.

## Trageweise
Getragen wird das Kommandeurkreuz als Halsorden. Die Ordenszeichen der Offiziere und Ritter am Band auf der linken Brustseite, wobei auf dem Band des Offizierskreuzes noch eine Rosette angebracht ist.
Das Ordensband ist ultramarinblau mit einem breiten roten Mittel- und einem schmalen weißen Randstreifen.